# Anticipation (album Carly Simon)
Anticipation fu il secondo album della cantautrice Carly Simon, pubblicato nel novembre del 1971, solo nove mesi 
dopo l'uscita dell'album di debutto Carly Simon, fu disco d'oro e vendette nei soli Stati Uniti oltre
500 000 copie e la canzone Anticipation ebbe una nomination al Grammy del 1972 come miglior canzone Pop vocale femminile.

## Tracce
Brani composti da Carly Simon, eccetto dove indicato
Lato A
1. Anticipation – 3:19
2. Legend in Your Own Time – 3:45
3. Our First Day Together – 3:29
4. The Girl You Think You See – 3:07 (Carly Simon, Jacob Brackman)
5. Summer's Coming Around Again – 4:10 (Carly Simon, Jimmy Ryan, Paul Glanz)

Lato B
1. Share the End – 3:58 (Carly Simon, Jacob Brackman)
2. The Garden – 4:08 (Carly Simon, Jacob Brackman)
3. Three Days – 3:19
4. Julie Through the Glass – 3:23
5. I've Got to Have You – 4:45 (Kris Kristofferson)

## Formazione
- Carly Simon - voce, chitarra acustica, pianoforte
- Jimmy Ryan - chitarra acustica, chitarra elettrica, basso
- Paul Glanz - pianoforte
- Andy Newmark - percussioni
- John Ryan - basso